# 日本能率協会マネジメントセンター
株式会社日本能率協会マネジメントセンター（にほんのうりつきょうかいマネジメントセンター）は、東京都中央区に本社を置く、企業の人材育成支援と手帳・書籍の発行を行っている会社である。英文社名はJMA Management Centerで、略称をJMAM（ジェイマム）という。

## 沿革
1991年に社団法人日本能率協会（略称JMA）から、収益事業である企業内教育事業、通信教育事業、手帳事業、出版事業等の事業部門を分離・独立させる形で設立された。
1942年に創立した社団法人日本能率協会は、それまで事業単位にジェーエムエーシステムズ（JMAS）、日本能率協会コンサルティング（JMAC）、日本能率協会総合研究所（JMAR）を株式会社として先に分社していたが、当時の収益事業の大半を集約した形で分社したものがJMAMである。
- 1942年（昭和17年） - 母体である社団法人日本能率協会創立
- 1949年（昭和24年） - 日本で初めて時間目盛りを入れたビジネス手帳「能率手帳」を日本能率協会の会員企業向けに配布
- 1951年（昭和26年） - 「能率手帳」法人向け販売開始
- 1958年（昭和33年） - 「能率手帳」個人向け販売（市販）開始
- 1963年（昭和38年） - 手帳の小口に24金を貼った「能率手帳ゴールド」を発売
- 1968年（昭和43年） - 書籍「こんな幹部は辞表を書け」（畠山芳雄 著）を発行
- 1969年（昭和44年） - 企業内教育（講師派遣）事業を開始
- 1974年（昭和49年） - デスクトップサイズの手帳「能率ダイアリー」を発売
- 1979年（昭和54年） - 通信教育事業の本格的推進開始
- 1987年（昭和62年） - システム手帳「Bindex（バインデックス）」を発売
- 1989年（平成元年） - 月刊「人材教育」を創刊
- 1991年（平成 3年） - 社団法人日本能率協会から分社
- 1991年（平成 3年） - 女性向けカジュアル手帳「PAGEM（ペイジェム）」を発売
- 1994年（平成 6年） - 「能率カレンダー」を発売
- 1995年（平成 7年） - アセスメント事業を開始
- 2000年（平成12年） - 米国CCLと提携し、経営幹部シミュレーション研修「ルックンググラス・エクスペリエンス」の販売を開始。
- 2001年（平成13年） - eラーニング事業を開始
- 2008年（平成20年） - デシジョンシステム社の「EM法」事業を譲受け、事業を開始[1]
- 2008年（平成20年） - 書籍「能率手帳の流儀」（野口 晴巳 著）を発行[2]

- 2008年（平成20年） - 世界最大級の国際文具見本市「PAPER WORLD」に出展[3]

- 2010年（平成22年） - eラーニングサービスを全コース何度でも受講できる定額制のサービス「eラーニングライブラリ」に刷新[4]
- 2010年（平成22年） - 法人向け手帳部門を分社し、(株)能率手帳プランナーズを設立[5]
- 2011年（平成23年） - 公開セミナーのビジネスカレッジ事業を開始、防府読売マラソンへのマツダとの共同協賛開始
- 2013年（平成25年） - 「能率手帳」の名称を刷新、新ブランドNOLTYとする[6]
- 2013年（平成25年） - PAGEMの新ブランドとしてCANTACARTAを発売[7]
- 2013年（平成25年） - 株式会社新寿堂を子会社化[8]
- 2015年（平成27年） - 汐留から日本橋へ本社移転
- 2017年（平成29年） - CANTACARTAの販売を再開[9]

## 活動内容
現在の主な事業は、人材育成支援事業、手帳事業、出版事業の3事業である。

### 人材育成支援事業
通信教育、研修（講師派遣）、eラーニング、アセスメント、ビジネスカレッジ（公開セミナー）の5つの事業を擁する。いずれも企業を対象とした人材育成商品を展開している。とくに昇進昇格時の役職別教育やマネジメント、コミュニケーションスキル、生産分野などに強みがある。全国に営業拠点があり、通信教育や研修など複数の商品を組合せ、顧客に提供している。また、企業人事向けの専門紙「人材教育」を発行するなど、情報発信にも注力している。
通信教育
1979年より、ビジネスパーソンを対象とした通信教育講座を企業に提供している。内定者対象をはじめとした階層別教育の講座が主力商品であり、どこでも一律の教育を実施できるという利点から、現在も多くの企業で導入されている。
研修
マネジメント、リーダーシップ、キャリア開発などをテーマとした研修を企業内に講師を派遣し提供している。
eラーニング
2001年より、ビジネスパーソンを対象としたeラーニング講座を企業に提供している。Eラーニングライブラリという定額制のサービスにより、CSR・コンプライアンス、メンタルヘルス、マネジメント、ビジネススキル、技術・技能などの分野で約120の講座を開講している。
アセスメント
企業内で実施する、人材評価のためのアセスメントツール提供している。
ビジネスカレッジ
企業を対象としたJMAMオリジナルコースの公開セミナーを提供している。
人材教育
人材育成をテーマにした専門誌「人材教育」を発行している。

### 手帳事業
日本で最初に時間目盛を採用したビジネス手帳の代名詞的存在である「能率手帳」を2013年新ブランドNOLTYに刷新。その他「PAGEM（ペイジェム）」シリーズ、システム手帳の「Bindex」、「能率カレンダー」などのアイテムを取り揃えている。2013年現在、全シリーズで397アイテムを販売している。
手帳や時間管理に関する書籍も多く出版し、タイムマネジメント思想の普及から、最近では手帳の活用方法を提案し、ビジネスパーソンのみならず、女性にも幅広く手帳を活用できるように提案している。
能率手帳50周年にあたる1999年、手帳を活用して1年を振り返り、新しい手帳を準備する時期として、12月1日を「手帳の日」と制定した。（日本記念日協会認定）
法人企業向け能率手帳の販売は、2011年に分社した株式会社NOLTYプランナーズで事業を行っている。

### 出版事業
出版事業は、日本能率協会グループの事業の中でも最も歴史を持つ事業である。1940年代に活動を開始し、戦後日本の復興のために産業界に役立つ書籍を刊行してきた。とくに、1969年に当時日本能率協会常務理事の畠山芳雄氏が著した『こんな幹部は辞表を書け』は続編等を含めミリオンセラーを記録し、日本にマネジメントブームを引き起こした。その後も経営の新手法や躍進企業の成功事例などを刊行し、時代のニーズを先取りした書籍の刊行を行っている。
現在では、「人づくり」を編集の基軸におき、これまでのマネジメントや経営実務に加え、自己啓発書、手帳活用本、資格教材など読者ニーズを反映した書籍の発行に努めている。とくに資格教材は実施団体の公式テキストを多く手がけ、企業・団体・学校等の人材育成の支援を行っている。

## 関係会社など
- 株式会社NOLTYプランナーズは、2011年2月に手帳事業の法人向け直接販売部門が独立してできた会社である。法人の社員手帳や贈答用販促手帳などが主な商品であるが、最近学生向け手帳を発行した。東京、名古屋、大阪、福岡に拠点を設け営業展開している。2014年4月に能率手帳プランナーズから社名変更。